# ティレル・008
ティレル・008 (Tyrrell 008) は、ティレルが1978年のF1世界選手権用に製作したフォーミュラ1カー。ディディエ・ピローニとパトリック・デパイユがドライブし、数度の表彰台を獲得した。その中にはデパイユによるモナコでの勝利も含まれる。

## 開発
ティレル・008はモーリス・フィリップが設計し、6輪車のティレル・P34に代わって投入された。アルミニウム製のモノコックに、V型8気筒のコスワース DFVを搭載した。

## 戦歴
1978年シーズン、ティレルはパトリック・デパイユのチームメイトとしてディディエ・ピローニを起用し、フランス人コンビとなった。008はシーズン開幕戦のアルゼンチングランプリでデビューし、デパイユは予選10位、決勝3位という結果であった。次戦のブラジルではリタイアしたが、続く3戦で連続して表彰台を獲得する。南アフリカで2位、アメリカで3位、モナコではシーズンの予選最高位となる5位からスタートし、自身の初勝利を挙げ、ポイントランキングのトップに立った。その後はリタイアが多かったものの、オーストリアの2位を含む3戦でポイントを挙げる。全16戦中8戦でリタイアと成り、008は信頼性が問題であった。
ピローニはアルゼンチンで予選23位、決勝は14位であった。次戦のブラジルでは6位でポイントを獲得し、シーズン全体では5回のポイント獲得となった。最高位は5位でモナコとドイツの2回であった。予選の最高位はオーストリアの9位で、これはデパイユより予選で上回った2回の内の1回である。
チームは合計38ポイントを獲得しランキングは4位となった。デパイユは34ポイントでドライバーズランキング5位、ピローニは7ポイントで15位であった。

## F1における全成績
(key) （太字はポールポジション）
| 年     | チーム                   | シャシー | エンジン    | タイヤ | No. | ドライバー | 1   | 2   | 3   | 4   | 5   | 6   | 7   | 8   | 9   | 10  | 11  | 12  | 13  | 14  | 15  | 16  | ポイント | 順位 |
| ------ | ------------------------ | -------- | ----------- | ------ | --- | ---------- | --- | --- | --- | --- | --- | --- | --- | --- | --- | --- | --- | --- | --- | --- | --- | --- | -------- | ---- |
| 1978年 | エルフ・チーム・ティレル | 008      | フォード V8 | G      |     |            | ARG | BRA | RSA | USW | MON | BEL | ESP | SWE | FRA | GBR | GER | AUT | NED | ITA | USE | CAN | 38       | 4位  |
| 1978年 | エルフ・チーム・ティレル | 008      | フォード V8 | G      | 3   | ピローニ   | 14  | 6   | 6   | Ret | 5   | 6   | 12  | Ret | 10  | Ret | 5   | Ret | Ret | Ret | 10  | 7   | 38       | 4位  |
| 1978年 | エルフ・チーム・ティレル | 008      | フォード V8 | G      | 4   | デパイユ   | 3   | Ret | 2   | 3   | 1   | Ret | Ret | Ret | Ret | 4   | Ret | 2   | Ret | 11  | Ret | 5   | 38       | 4位  |

## 注
1. 1 2 3  Stats F1. “Tyrrell 008”. 2014年6月3日閲覧。
2. 1 2  Nye, 1985, p. 239
3. ↑  Stats F1. “1978 season”. 2014年6月3日閲覧。

## 参照
- Nye, Doug (1985). Autocourse History of the Grand Prix Car 1966 – 1985. Richmond, Surrey, United Kingdom: Hazelton Publishing. ISBN 0905138376